# 越前町立城崎小学校
越前町立城崎小学校（えちぜんちょうりつ しろさきしょうがっこう）は、福井県丹生郡越前町にあった町立小学校。

## 沿革
- 1992年（平成4年）10月 - 新校舎起工式が行われる。
- 1994年（平成6年）4月 - 城崎北、城崎南小学校が合併し、城崎小学校が開校。
- 1996年（平成8年）10月 - インターネット接続
- 2002年（平成14年）8月 - 構内LAN工事完成
- 2005年（平成17年）2月1日 - 町村合併により校名を越前町立城崎小学校に改称
- 2025年（令和7年） - 越前町立四ヶ浦小学校と統合し越前町立越前小学校へ。校地・校舎は越前小学校へ引き継ぎ。

## 通学区域
- 道口・厨・茂原・高佐・米ノ・午房ヶ平・六呂師[1]

## 進学先中学校
- 越前町立越前中学校

## 学区 / 校区内の主な施設
越前がにミュージアム

## 交通
- 福鉄バス鯖浦線（嶺北4）茂原 バス停より249ｍ[2]